# Heart of Gold (Johnny Hates Jazz)
Heart of Gold is een nummer van de Britse band Johnny Hates Jazz. Het is de vijfde single van hun debuutalbum Turn Back the Clock uit 1988. Op 15 februari dat jaar werd het nummer op single uitgebracht.

## Achtergrond
De plaat werd een bescheiden hit op de Britse eilanden, in Duitsland, Oceanië en het Nederlandse taalgebied. In thuisland het Verenigd Koninkrijk bereikte de plaat de 19e positie in de UK Singles Chart. In Australië werd de 87e positie behaald, Nieuw-Zeeland de 18e, Ierland de 19e, Duitsland de 55e en in de Eurochart Hot 100 de 64e positie.
In Nederland werd de plaat veel gedraaid op de landelijke radiozenders en werd een radiohit in de destijds twee hitlijsten. De plaat bereikte de 26e positie in de Nederlandse Top 40 en de 27e positie in de Nationale Hitparade Top 100.
In België bereikte de plaat de 30e positie in de voorloper van de Vlaamse Ultratop 50. In zowel de Vlaamse Radio 2 Top 30 als in Wallonië werd géén notering behaald.
Na "Heart of Gold" heeft Johnny Hates Jazz buiten het Verenigd Koninkrijk géén hits meer weten te scoren.